# Glyceria arundinacea
Glyceria arundinacea är en gräsart som beskrevs av Carl Sigismund Kunth. Glyceria arundinacea ingår i släktet glycerior, och familjen gräs. Inga underarter finns listade i Catalogue of Life.